# Maison du Gouverneur (Vaasa)
Pour les articles homonymes, voir Maison du Gouverneur.
La maison du Gouverneur (finnois : Maaherrantalo) ou maison Wasastjerna (finnois : Wasastjernan palatsi) est un bâtiment construit dans le quartier Keskusta à Vaasa en Finlande,.

## Histoire
L'édifice est un palais en pierre de style néogothique conçu par l'architecte Carl Axel Setterberg.
Le palais de trois étages est en briques et crépi. 
Il possède des tours d'angle.
Le bâtiment est achevé en 1865 pour l'industriel Gustaf August Wasastjerna.
La maison est utilisée par la famille Wasastjerna jusqu'en 1870, date à laquelle Wasastjerna, en difficulté financière, doit la vendre. 
Le bâtiment changera de propriétaire plusieurs fois, jusqu'à ce que l'État achète le bâtiment en 1895,.
L'État installe le bureau du gouverneur et plus tard la résidence officielle du gouverneur de la province de Vaasa au deuxième étage du palais de 1895 à 1997, jusqu'à l'abolition de la province de Vaasa en 1997.
Le bâtiment abritera aussi l'école industrielle de Vaasa jusqu'en 1938.
Le bâtiment est acheté par la ville de Vaasa en 1998. 
Aujourd'hui, la résidence officielle de l'ancien gouverneur abrite des bureaux de la ville. 
Aux premier et troisième étages et au sous-sol se trouvent des salles utilisées par le Musée d'Ostrobotnie. 
Au deuxième étage se trouve la salle commémorative de Mannerheim.
Le bâtiment abritait le quartier général des forces gouvernementales pendant le Sénat de Vaasa durant la guerre civile finlandaise, et le commandant des forces, Carl Gustaf Emil Mannerheim, vivait dans la salle du deuxième étage.
La Direction des musées de Finlande a classé la maison du gouverneur parmi les sites culturels construits d'intérêt national en Finlande en 2009 sous le nom de « Zone de parc de la plage de Vaasa avec bâtiments publics et moulin à vapeur de Vaasa ».